# Podgora, Dobrepolje
Podgora je naselje v Občini Dobrepolje.